# 浅越助五郎
浅越 助五郎は、日本の発明家。

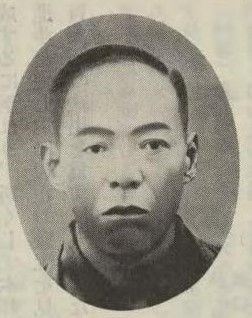
浅越助五郎

1890年（明治23年）に花莚畳表の製造販売を開始し、1919年（大正8年）に箕島産業合資会社を創立した。1920年に日本花莚株式会社を設立し、専務取締役に就任した。
1933年（昭和8年）に帝国発明協会の全国発明表彰により、有功賞が授与されている。

## 特許
- 特許第78999号 緯條供給装置